# Pâté de campagne breton
Le pâté de campagne breton, four maj rouz ou fourmaj rouz (« pâté de campagne breton » en breton) est un pâté de campagne de qualité supérieure pur porc issu d'une tradition paysanne de la Bretagne historique, Pays nantais (aujourd'hui Loire-Atlantique) compris.
Sa reconnaissance visuelle et ses qualités font référence à sa texture grossière, sa croûte brune et son goût lié à sa composition de base particulière. Cette base se compose de viande bas-morceaux de porc telle la gorge, d’abats de porc, principalement de foie et de couenne ainsi que notablement d’oignons.
Il bénéficie d'une reconnaissance de qualité française Label rouge depuis les années 1980 et d'une protection de la dénomination par une label européen d'indication géographique protégée (IGP) depuis 2013 selon un cahier des charges strict,.

## Caractéristiques principales
Le pâté de campagne breton est traditionnellement cuit au four sec dans une terrine sans couvercle, paré d'une crépine de porc sur le dessus, excepté pour la conserve. Sa texture doit rester grossière, historiquement coupé au couteau. Sa couleur est foncée avec une croûte brune liée à sa cuisson au four et à la présence importante de foie. Les oignons en quantité notable apportent la douceur, le moelleux et la fraîcheur. Enfin, les morceaux grossiers de couenne lui confère son craquant caractéristique.

## Ingrédients
Ses ingrédients principaux doivent obligatoirement être constitués au moins 20 % de foie, 25 % de gorge, 5 % d'oignons crus et 5 % de couennes et des parures de têtes cuites.
Les autres ingrédients carnés autorisés à hauteur de 25 % maximum sont le cœur, du gras dur, du maigre et les parties comestibles de la tête.
Les 15 % restants représente l’assaisonnement ou autres améliorants de texture, de goût ou de conservation pouvant faire la typicité supplémentaire autorisée pour la recette. Ces ingrédients sont au plus de 5 % de bouillon ou d'eau, 2 % de sel, 0,3 % de poivre, 1 % de sucre, 3 % de farine, de l'amidon ou de la fécule avec éventuellement de la muscade, de l'ail, de l'échalote, du persil, du thym, du laurier-sauce, du cidre, du lambig ou du chouchen. S'ajoute à cette liste 2 % de blanc ou d’œuf entier, du caramel pour la dorure ainsi que de la gélatine de porc pour la texture. Enfin, la liste s'autorise les conservateurs de type acide ascorbique (E300) à moins de 0,03 % ainsi que du nitrite de sodium ou de potassium.

## Aire géographique
L'aire de fabrication traditionnelle du pâté de campagne breton correspond à l'ancienne province de Bretagne d'avant la Révolution française. Elle est fixée pour l'IGP aux mêmes limites d'origine de sa fabrication de la Bretagne historique qui comprend les Côtes-d’Armor, le Finistère, l'Ille-et-Vilaine, la Loire-Atlantique et le Morbihan.

## Historique

### Tradition familiale
« On tue le cochon depuis un temps immémorial, le cochon est en Bretagne parmi les animaux, ce que la pomme de terre y sera quelque jour parmi les végétaux, le trésor des chaumières et la richesse du pauvre »

— Alexandre Bouët (1798-1857), Breiz-Izel ou La vie des Bretons de l'Armorique 
Le cochon domestique fait partie de la culture culinaire de la campagne bretonne avant le XVIe siècle, et en fait sa principale source d'alimentation de viande. Chaque famille bretonne, plutôt aisée, possède un voire deux cochons, excepté pour l'évêché de Quimper où au milieu du XVIIIe siècle, deux familles se partagent un cochon.

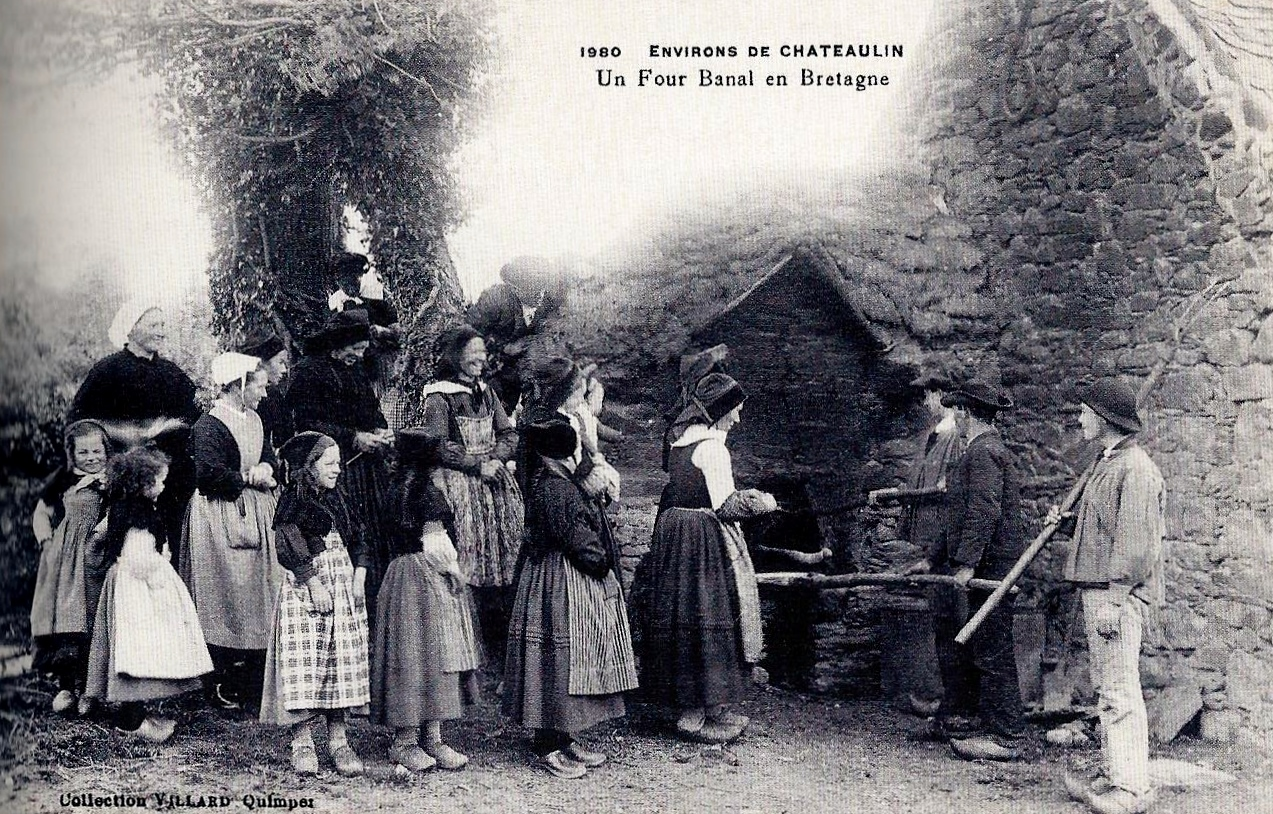
Four banal mis à disposition aux habitants pour la cuisson du pâté de campagne, entre autres - Bretagne vers 1920.

Dès l'abattage, principalement effectué en hiver, les morceaux nobles sont alors conservés dans le saloir en granit ou dans un gros pot en grès avec du gros sel gris. Les restes de viande les moins nobles comme la gorge et les abats tels le foie, la couenne et la tête, sont valorisés en pâté de campagne alors cuit dans le four à pain du boulanger ou du village. Cette cuisson associée à la crépine qui le coiffe comme une dentelle lui procure cette croûte lisse et d'une apparence caramélisée, ce qui lui donne son goût particulier générée par la réaction de Maillard. Les oignons, produits alors abondamment dans toute la région de Bretagne, viennent adoucir la farce associée à la couenne qui apporte du craquant. Le cidre ainsi que l'eau de vie de cidre, le lambig, servent selon la recette familiale à compléter l'assaisonnement habituel tel le sel, le poivre, le thym, le laurier-sauce, le persil...

### Tradition culturelle
La journée d’abattage du cochon est une véritable cérémonie officielle, effectuée dans un premier temps par les hommes. Ensuite, le deuxième jour, le relais vient aux femmes qui se chargent d’abord des salaisons, puis de la charcuterie. Les saucisses prennent les meilleurs restes de viande, puis vient le temps de la confection du pâté de campagne breton avec une partie de ce qui reste, afin d'anoblir ces morceaux. Enfin, suit alors la préparation du boudin noir, avec du gras, des oignons et le sang conservé au frais dans le cellier avec un peu de vinaigre. Vient enfin le tour des andouilles faites du reste des boyaux bien nettoyés. La graisse restante est fondue pour constituer le saindoux qui est alors stocké au frais pour son utilisation future. Rien n'est perdu.
La pâté de campagne breton est un produit réalisé pour les fêtes populaires, la Fest an hoc'h (« Fête du cochon » en breton) ainsi que pour les mariages où les futurs mariés sont invités, avant la cérémonie, à manger des tartines beurrées avec du pâté de campagne breton.
À partir des années 1960, la tradition paysanne bretonne d'élevage à la ferme du cochon diminue ainsi que le savoir-faire de valorisation des bas-morceaux par le pâté de campagne. Ce changement du monde rural s'accompagne de la perte de la transmission orale familiale de la recette, heureusement reprise et entretenue par la tradition artisanale charcutière bretonne naissante. L'abattage du cochon à la ferme pour son producteur, pour une utilisation familiale exclusive, reste autorisé sous certaines conditions.

### Tradition artisanale et industrielle charcutière
Au XXe siècle, grâce au réfrigérateur puis au congélateur, les morceaux nobles sont conservés plus facilement. La conserve d'aliments ainsi que la filière d'élevage porcin se développe dès 1920, avec la transformation de viande dès 1936, grâce en partie à la conserverie déjà développée pour les légumes et le poisson. Les bas-morceaux retrouvent alors un nouveau souffle vers la production de pâté de campagne breton afin de conserver la tradition culinaire. Sa spécificité comme Pâté de campagne supérieur est reconnue par le Code des usages de la Charcuterie, de la Salaison et des Conserves de Viandes.
Depuis 1978, un concours annuel du meilleur pâté de campagne breton pour les professionnels, charcutiers et charcutiers traiteurs est créé par l'Union professionnelle des charcutiers et charcutiers-traiteurs des Côtes-d'Armor. Un jury de professionnels et d'amateurs jugent les pâtés de campagne breton d'une centaine de participants sur la qualité gustative et visuelle ; avec comme critères principaux la qualité du hachage plutôt grossier, une couleur plutôt grise et en aucun cas rose ; un signe de coloration artificielle. L'aspect de la découpe est aussi pris en compte.

### Parcours de labellisation
En 1980, est créé le Label rouge pâté de campagne breton. En 1996, ce Label rouge représente 3 % de la production française de pâté de campagne. Après une initialisation du projet IGP en 2000, par la volonté commune des professionnels du secteur, industriels et artisans de Bretagne, apparaît en 2003 l'Association de défense et de promotion du pâté de campagne breton qui porte le projet de protection européen d'indication géographique protégée (IGP). En 2013, la publication du label IGP protège enfin son appellation.

## Chiffres de production
En 1996, le pâté de campagne breton représente la moitié de la production nationale de pâté de campagne. En 2016, la production atteint 1 072 tonnes et 1 842 tonnes en 2019, grâce à la protection fournie par l'IGP.